# エル・フロウブ
エル・フロウブはアルジェリアのコンスタンティーヌ県に属する自治体。2008年の人口は17万9033人であった。

## 姉妹都市
- ミュルーズ　フランス(1999年～)